# Fife (Washington)
Fife je grad u američkoj saveznoj državi Washington. Prema popisu stanovništva iz 2010. u njemu je živjelo 9.173 stanovnika.